# درایور (مجموعه بازی)
درایور (به انگلیسی: Driver) عنوان یک مجموعه بازی ویدئویی است که توسط رفلکشنز اینتراکتیو (در حال حاضر یوبی‌سافت رفلکشنز) ساخته شده‌است که در ابتدا بوسیلهٔ جی‌تی اینتراکتیو و آتاری منتشر می‌شد و اکنون شرکت یوبی‌سافت وظیفه عرضه بازی را بر عهده دارد. گیم‌پلی این مجموعه بازی شامل ترکیبی از سبک‌های اکشن-ماجراجویی و مسابقه‌ای در محیطی جهان باز است. این سری تا اوت ۲۰۱۴، بیش از ۱۶ میلیون نسخه در سراسر جهان به فروش رسانده‌است. شخصیت اصلی این سری افسر اداره پلیس نیویورک سیتی و سابقاً راننده مسابقات، جان تنر است.

## بازی‌ها
| بازی                 | متاکریتیک                           |
| -------------------- | ----------------------------------- |
| درایور               | (PS1) 87 (PC) 79% (GBC) 75%         |
| درایور ۲             | (GBA) 73 (PS1) 62                   |
| درایور ۳             | (PS2) 57 (Xbox) 56 (PC) 40          |
| درایور: خطوط موازی   | (PS2) 69 (Xbox) 69 (PC) 61 (Wii) 59 |
| Driver 76            | (PSP) 57                            |
| درایور: سان‌فرانسیسکو | (PC) 80 (X360) 80 (PS3) 79 (Wii) 64 |
| Driver: Renegade 3D  | (3DS) 48                            |

## داستان بازی‌ها
درایور:
جان تنر از اف‌بی‌آی مأموریت دریافت می‌کند تا مدارک یک شرکت که در باطن و پنهانی قتل‌هایی را انجام داده و فساد مالی در بانک‌های آمریکا انجام داده است را رو کند. برای این کار تصمیم می‌گیرد که بعنوان راننده به این باند نفوذ پیدا کند که بعد از ورود پی می‌برد که هدف بعدی این باند ترور رئیس‌جمهور است…
درایور ۲:بازگشت به خیابان‌ها:
آغاز بازی با پیش نمایشی شروع می‌شود که دو نفر وارد یک کلوپ در شیکاگو می‌شوند و یک فرد برزیلی را به قتل می‌رسانند. پس از بررسی جسد مقتول توسط جان تنر و توبیاس جونز با نتیجه‌گیری از خالکوبی مقتول به این پی می‌برند که مقتول عضو یک سازمان امنیتی مردمی در ریو برزیل بوده. بازی در ۴ شهر انجام می‌شوند.
درایور ۳:
فردی به نام چارلز جریکو در اول بازی با انفجار در سانفرانسیسکو توجه را به خود جلب می‌کند، و بعد از چندین مرحله جان تنر او را در استانبول پیدا می‌کند و به دلیل شجاعت خویش، تصمیم می‌گیرد به صورت مقابل با او برخورد کند تا جان مردم را نجات دهد. نویسنده داستان فیلم اینگونه بیان کرده که در اصل جان تنر به خاطر نجات مردم کشته می‌شود.
درایور: خطوط موازی:
به دلیل اینکه جان تنر در سری سوم کشته شد، در این سری جان تنر حضور نداشته‌است؛ بنابراین روایت یک فرد به نام TK در نیویورک است. او از خلاف کاران این شهر است.داستان بازی در سال ۱۹۷۸ جریان دارد.
درایور ۷۶
درایور:سان‌فرانسیسکو:
با خریداری استادیو درایور توسط یوبی‌سافت، بازی از گرافیک بالایی برخوردار شده‌است. این سری ادامه سری سوم بازی است و به این اشاره دارد که جان تنر و چارلز جریکو جان سالم به در برده‌اند. ابتدا بازی در حال انتقال چارلز جریکو به دادگاه هستند که ناگهان جریکو با نقشه‌هایی فرار و هدایت ماشین حمل زندانی‌ها را بر عهده می‌گیرد و جان تنر و توبیاس جونز به دنبال او می‌روند و در کوچه ای تنگ جریکو به ماشین تنر می‌کوبد و ماشین به خیابان پرت می‌شود و یک کامیون به ماشین تنر برخورد می‌کند و به کما و بیهوشی می‌رود. داستان بعد از این اتفاق، در ذهن تنر ادامه میابد. تنر باید جریکو را در ذهن خویش بکشد تا دوباره به هوش بیاید…

## یادداشت
1. ↑  GameRankings score
2. ↑  GameRankings score